# Bolsa de Tel Aviv

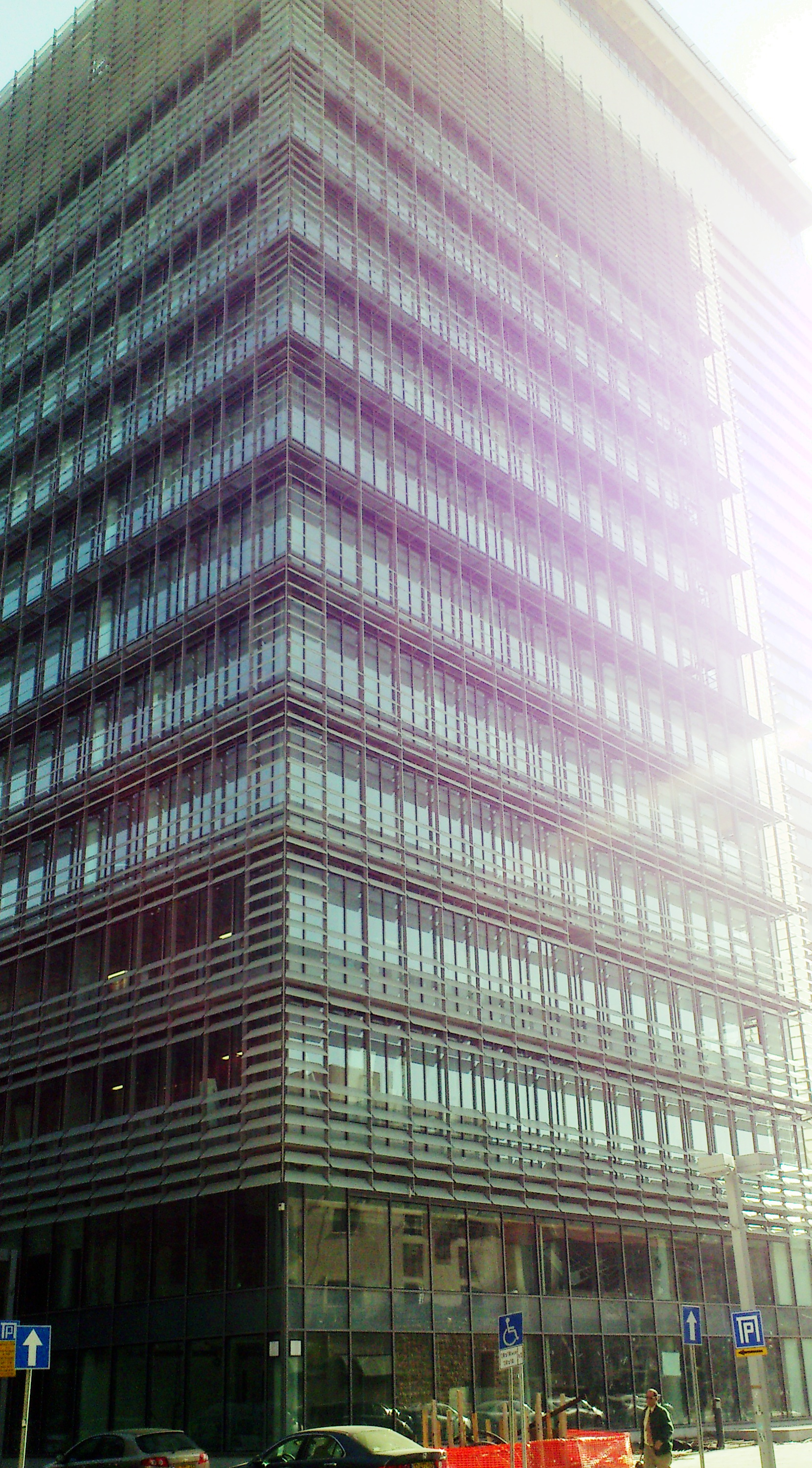
Bolsa de Valores de Tel-Aviv

La Bolsa de Tel-Aviv (en hebreo: הבורסה לניירות ערך בתל אביב) (en inglés: Tel Aviv Stock Exchange) (TASE), es conocida de manera coloquial como la Bursa, y se fundó en 1953. Actualmente, es todavía la única bolsa de valores en Eretz Israel. La Bolsa es el único mercado público de valores comerciales en Israel. Desempeña un papel importante en la economía israelí. Dentro de ella se enumeran unas 622 empresas, de las cuales 60 figuran también en las bolsas de valores en otros países. Se cuentan además unos 180 tipos de fondos cotizados (ETFs), 60 bonos del Estado, 500 bonos corporativos, y más de 1000 fondos de inversión. Son 29 miembros los que componen la Bolsa. La lista de miembros indica que uno de los miembros es un candidato.

## Historia
El precursor de la actual bolsa fue el Bureau de cambio de valores (Exchange Bureau for Securities), fundada por el Banco Anglo-Palestino (que se convirtió en el Banco Leumi) en 1935. Con el rápido crecimiento de la economía israelí después de la fundación del Estado, una bolsa de valores formales se incorporó y comenzó sus operaciones en Tel Aviv en 1953. En 1983 su sede se trasladó a su ubicación actual en Tel Aviv.

## Clasificación
La Bolsa ofrece cuatro programas en virtud del cual las empresas pueden clasificarse o listarse en la bolsa: tres programas para las empresas de funcionamiento normal, y un programa de riesgo adicional para las empresas de tecnología en etapa de desarrollo. Además, la bolsa tiene un programa para el listado de Sociedades Limitadas.
La Ley de doble venta que entró en vigor en octubre de 2000 permite a las empresas que figuran en los Estados Unidos o en Londres contar con doble lista en la Bolsa sin ningún tipo de requisitos reglamentarios adicionales. Al 31 de diciembre de 2006, 39 empresas israelíes poseen cotización dual en la Bolsa, en cumplimiento de este marco.
A partir de 2007, el valor total del mercado de valores de renta variable se cuentan en 202,7 mil millones dólares, en comparación con los 161,4 mil millones dólares en 2006, los 122,6 mil millones dólares en 2005 y los 92,1 mil millones dólares en 2004.